# 썬더와 마법저택
《썬더와 마법저택》(Le Manoir Magique)은 2013년 공개된 벨기에의 애니메이션 영화이다.
영화는 로봇과 장치를 가지고 은퇴한 늙은 마술사의 집에서 피난처를 찾는 버려진 어린 고양이에 초점을 맞춘다.

## 줄거리
어느 날, 새 집으로 이사하던 부부에게 버려진 아기 고양이는 우연히 낡고 기괴한 장치들로 가득한 저택에 들어가게 된다. 그곳에서 마주친 것은 은퇴한 마술사 로렌스 할아버지와 그의 발명품 로봇들이었다. 고양이는 쥐 '매기'와 토끼 '잭'의 경계를 받지만, 마술사 할아버지에게 '썬더'라는 이름으로 입양된다.
썬더는 마술쇼에서 활약하며 점차 저택의 일원이 되어가지만, 잭과 매기는 질투심에 썬더를 내쫓으려 한다. 그러던 중, 잭과 매기의 실수로 할아버지가 사고를 당해 병원에 입원하고, 탐욕스러운 조카 다니엘은 할아버지의 집을 팔아넘기려 한다.
썬더는 집을 지키기 위해 할아버지의 로봇 친구들과 함께 다니엘에게 맞서 싸운다. 처음에는 썬더를 불신했던 잭과 매기도 다니엘의 음모를 알고 썬더와 힘을 합치게 된다. 이 과정에서 썬더는 모두의 신뢰를 얻고 진정한 가족이 된다.
결국, 할아버지는 다니엘의 속셈을 알아차리고 집을 지켜내며, 썬더는 할아버지의 마술쇼에서 잭, 매기와 함께 중요한 역할을 하게 된다. 이들 모두는 서로를 아끼며 행복한 삶을 살아가게 된다.

## 기타
- 원작자: 벤 스타센